# Limenitis perga
Limenitis perga är en fjärilsart som beskrevs av Hans Fruhstorfer 1915. Limenitis perga ingår i släktet Limenitis och familjen praktfjärilar. Inga underarter finns listade i Catalogue of Life.